# Les Aventures amoureuses de Moll Flanders
Pour les articles homonymes, voir Moll Flanders.
Pour plus de détails, voir Fiche technique et Distribution.
Les Aventures amoureuses de Moll Flanders (The Amorous Adventures of Moll Flanders) est une comédie britannique réalisée par Terence Young, sortie en 1965. Il s'agit de l'adaptation du roman Heurs et Malheurs de la fameuse Moll Flanders de Daniel Defoe (1722).

## Synopsis
Les aventures de la jeune Moll Flanders qui espère à travers ses cinq mariages acquérir une certaine sécurité, notamment sur le plan financier.

## Fiche technique
Sauf indication contraire, les informations mentionnées dans cette section peuvent être confirmées par la base de données cinématographiques IMDb,  présente dans la section « Liens externes ».
- Titre original : The Amorous Adventures of Moll Flanders
- Titre français : Les Aventures amoureuses de Moll Flanders
- Réalisation : Terence Young
- Scénario : Denis Cannan et Roland Kibbee, d'après le roman Heurs et Malheurs de la fameuse Moll Flanders de Daniel Defoe (1722)
- Musique : John Addison
- Décors : Syd Cain
- Costumes : Joan Bridge et Elizabeth Haffenden
- Photographie : Ted Moore
- Montage : Frederick Wilson
- Production : Marcel Hellman
- Société de production : Winchester Productions
- Sociétés de distribution : Paramount British Pictures (Royaume-Uni) ; Les Films Paramount (France)
- Pays d'origine :  Royaume-Uni
- Langue originale : anglais
- Format : couleur
- Genre : comédie
- Durée : 126 minutes
- Dates de sortie :
  - États-Unis : 26 mai 1965 (avant-première mondiale à New York)
  - Royaume-Uni : 22 juillet 1965 (Londres)
  - France : 22 septembre 1965
- Affiches : Raymond Elseviers (Belgique), Michel Landi (France)

## Distribution
- Kim Novak : Moll Flanders
  - Claire Ufland : Moll, jeune
- Richard Johnson : Jemmy
- Angela Lansbury : Lady Blystone
- Leo McKern : Squint
- Vittorio De Sica : le comte
- George Sanders : le banquier
- Lilli Palmer : Dutchy
- Peter Butterworth : Grunt
- Noel Howlett : Bishop
- Dandy Nichols : le surintendant de l'orphelinat
- Cecil Parker : le maire
- Barbara Couper : la femme du maire
- Daniel Massey : le frère d'Elder
- Derren Nesbitt : le jeune frère
- Ingrid Hafner : la sœur d'Elder
- June Watts : la jeune sœur
- Anthony Dawson : l'officier des Dragons
- Judith Furse : Miss Glowber
- Roger Livesey : Drunken Parson
- Jess Conrad : le premier Mohock
- Noel Harrison : le second Mohock
- Alex Scott : le troisième Mohock
- Alexis Kanner : le quatrième Mohock
- Mary Merrall : une femme
- Richard Wattis : le bijoutier
- Terence Lodge : le drapier
- Basil Dignam : l'avocat
- Reginald Beckwith : un médecin
- David Hutcheson : un médecin
- David Lodge : le capitaine du bateau
- Lionel Long : le chanteur en prison
- Hugh Griffith : le directeur de la prison
- Michael Trubshawe : le maire de Londres
- Richard Goolden : The Ordinary
- Leonard Sachs : le médecin de la prison
- Michael Brennan : le geôlier
- Liam Redmond : le prisonnier du capitaine du bateau
- Neville Jason : le prisonnier de l'officier du bateau

## Production

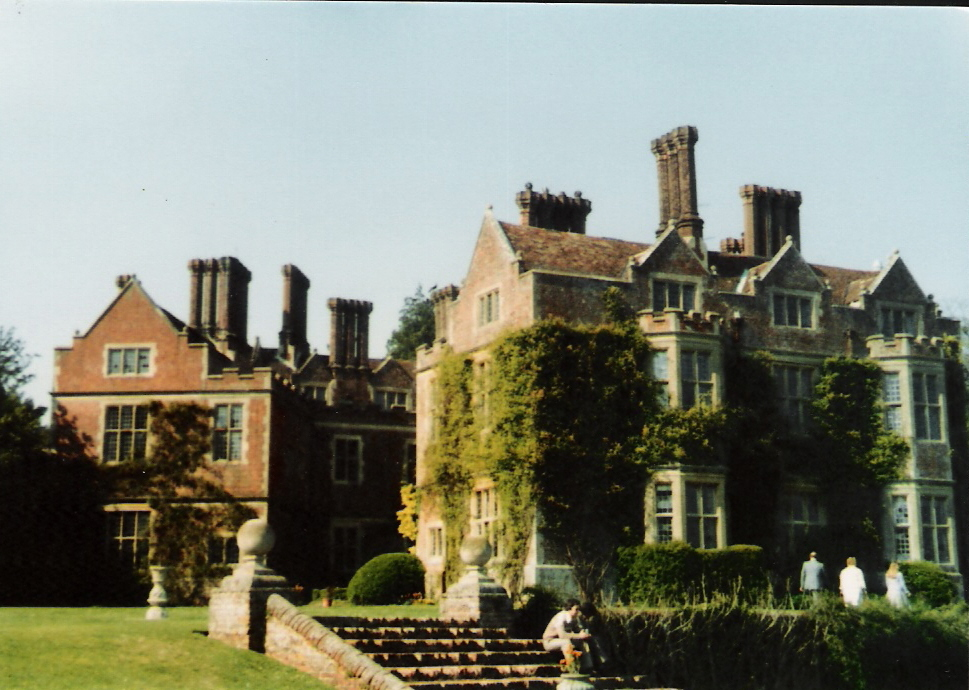
Le château de Chilham, situé entre Ashford et Canterbury.

Le tournage débute le 31 août 1964. Il a lieu à Chilham dans le comté de Kent, pour les décors du village où grandit la jeune Moll Flanders, ainsi que le château de Chilham, demeure du maire, et l'église de Sainte-Marie (St Mary's Church), où se marie Moll au jeune frère. Il a également lieu à Ludlow dans le comté de Shropshire, où se trouve le château fort en ruines, ainsi qu'aux studios de Shepperton dans le comté du Middlesex.
En septembre 1964, l'incendie fait rage au château de Chilham.
À cette époque du tournage, le conseiller du film est Vyvyan Holland, le second fils de l'écrivain-poète Oscar Wilde.

## Accueil
En janvier 1966, le réalisateur Terence Young déclare : « Je pense que c'est un sacré bon film, malgré les critiques ». Il ajoute qu'il y avait « cinquante-neuf coupures » pour la libération américaine « qui, je suppose, ont été faites dans l'intérêt de la moralité américaine ».